# 숭곡중학교
숭곡중학교(崧谷中學校)는 대한민국 서울특별시 성북구 하월곡동에 있는 공립 중학교이다.

## 학교 연혁
- 2011년 1월 13일 : 숭곡중학교 설립인가(3년제 26학급)
- 2011년 3월 1일 : 자율학교 및 서울형 혁신학교 지정
- 2011년 3월 1일 : 초대 정정혜 교장 취임
- 2011년 3월 2일 : 제1회 입학식(8(1)학급 244명 입학)
- 2014년 2월 7일 : 제1회 졸업식(239명 졸업)
- 2023년 1월 5일 : 제10회 졸업식(229명 졸업)
- 2023년 3월 1일 : 제4대 계경희 교장 취임
- 2023년 3월 2일 : 제13회 입학식(8학급 224명 입학)

## 참고 자료
- 숭곡중학교 - 한국교육학술정보원 학교알리미